# ニワゼキショウ
ニワゼキショウ（庭石菖 Sisyrinchium rosulatum）はアヤメ科ニワゼキショウ属の一年草。

## 概説

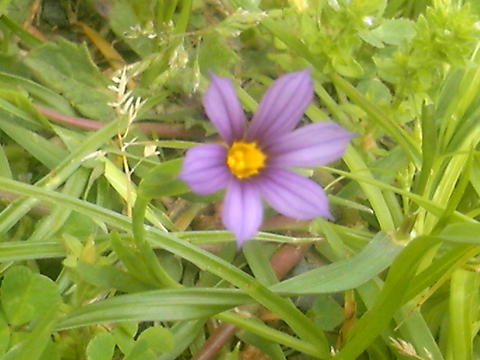
ニワゼキショウの花（赤紫色）

芝生や草地などに群生する。花期は5月から6月で、直径5mmから6mm程度の小さな花を咲かせる。花弁は6枚に分かれる。花色は白のものと赤紫のものがあり、中央部はどちらも黄色である。花は、受精すると、一日でしぼんでしまう。
日本に普通みられるものは、アメリカ合衆国テキサス州を中心に分布する多型的な種である。明治時代に観賞用として北アメリカから輸入されたものが野生化したのではなく、本来雑草的な種が帰化植物となったものである。
日本では S. atlanticum の学名があてられることも多いが、誤りである。北米に生息する本来の S. atlanticum は多年生で、雌しべが花被より長いなど、日本のニワゼキショウとは異なる特徴をもっている。

## 雑種
花色が青味がかったものはオオニワゼキショウとの雑種である。